# Turó Rodó (Alp)
El Turó Rodó és una muntanya de 1.735 metres que es troba al municipi d'Alp, a la comarca de la Baixa Cerdanya.